# Marisela (personaje de Doña Bárbara)
Marisela es el nombre de la hija de Doña Bárbara y Lorenzo Barquero, personaje ficticio de la obra literaria Doña Bárbara escrita por Rómulo Gallegos en 1929.

## Literatura
Marisela es un personaje creado por Rómulo Gallegos, inspirado para la novela Doña Bárbara, una obra representativa de la literatura latinoamericana. Está basado sobre aspectos sociológicos del modus vivendi de los Llanos venezolanos de mediado del siglo XX. Rómulo Gallegos visitó las sabanas de La Candelaria, en el Cinaruco, en tierras apureñas hacia 1927, y de tomar apuntes en entrevistas con los lugareños, personificó a cada uno de los caracteres de su obra.
De acuerdo con Feldman, Cywiner y Kaplan, citados por Vásquez, la obra Doña Bárbara refleja arquetipos universales de la mujer "trina en esencia y una en persona: (Hécate - Kore - Ceres)", siendo Kore la hija representada por Marisela y su hermana Barbarita.
La primera aparición de Marisela ocurre en el capítulo XI - La bella durmiente -, cuando Santos Luzardo pregunta a Lorenzo Barquero por su hija.

"–¿Y tu hija? [...]

–Marisela –llamó–. Ven para que conozcas a tu primo. 

Pero como dentro del rancho nadie respondía, agregó: 

–Ésa no sale de ahí ni que la arrastren por los cabellos. Es más arisca que un báquiro. [...]

–Déjala tranquila –díjole Santos, creyendo que iba en busca de su hija–. Otro día la conoceré [...]"
Doña Bárbara, Primera Parte, Capítulo XI. Rómulo Gallegos, 1929

A Marisela se le nombra unas 167 veces en toda la obra. De acuerdo con la narrativa, es hija no deseada entre Doña Bárbara (quien representa a la barbarie y protagoniza la obra) y Lorenzo Barquero (un personaje secundario que representa la desgracia y los vicios). Marisela, es uno de los tres personajes principales, junto a su madre y su primo Santos Luzardo (realmente su tío segundo, primo de su padre). Ella representa la rebeldía, el abandono y la superación.

## Personaje
Marisela es la hija de Lorenzo Barquero y doña bárbara. A través de su abuela paterna era descendiente del legendario don Evaristo Luzardo "el cunavichero", llanero quien generaciones atrás fundó el hato Altamira en Apure. Marisela es descrita como una joven mujer campesina rubia, de hermosos ojos negros y piel trigueña (catira), de aspecto descuidado, ruda, "silvestre", arrogante, mal educada, arisca, gruñona,  altanera, valiente, de gran belleza, manos ásperas y pies gruesos y anchos, entre otros epítetos usados por Gallegos. Marisela fue criada por su padre, y educada progresivamente por Santos Luzardo, al punto de cambiar su apariencia al de una mujer bella, bien vestida y de aspecto delicado, sin perder su agresividad.
En la historia, ella rivaliza con su madre por el amor de Santos Luzardo. No obstante, al final de la narración, Doña Bárbara reconoce a su hija, encargando a Santos Luzardo la gestión de su herencia para ella, tras desaparecer.

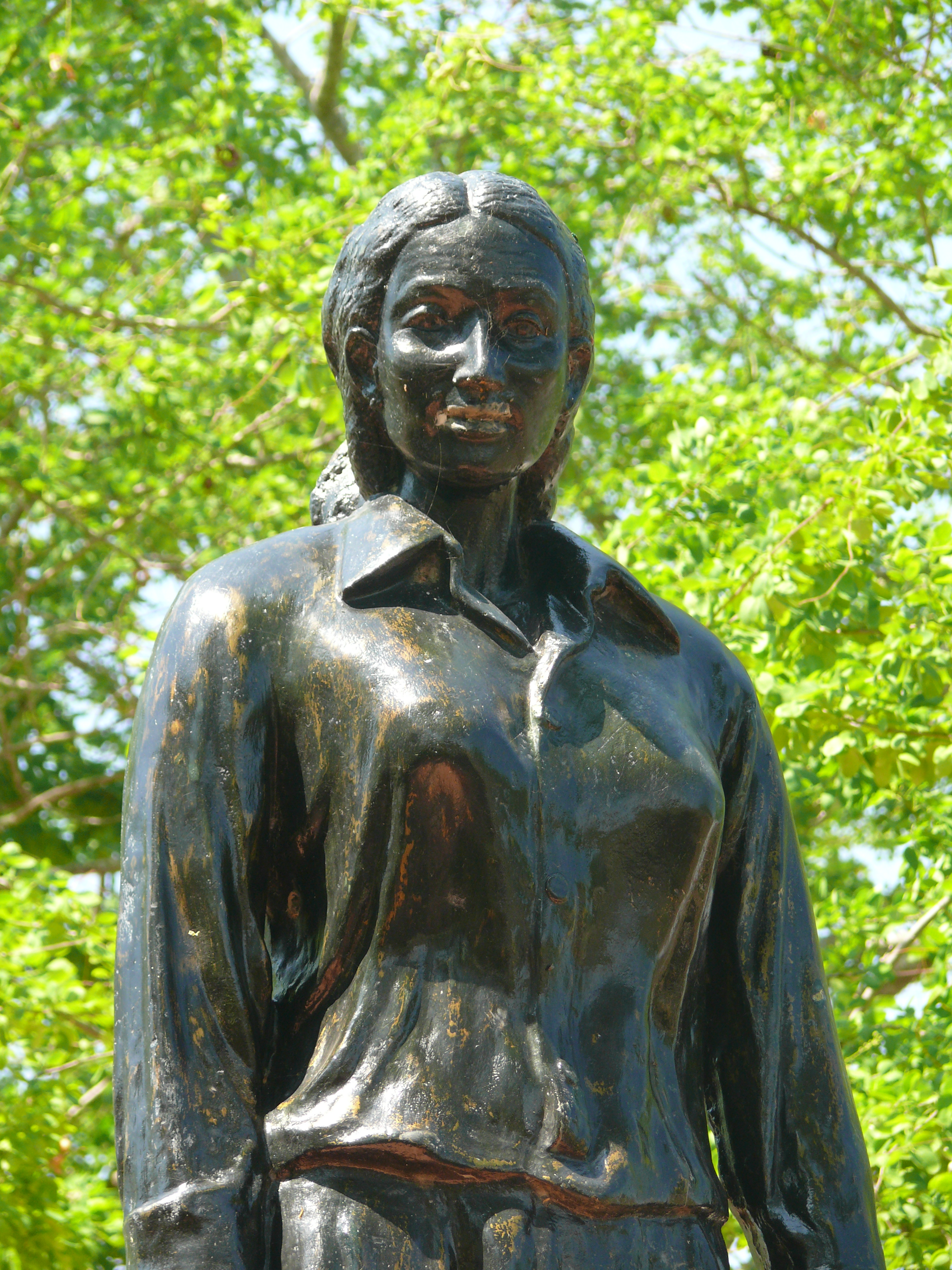
Monumento a Doña Bárbara, personaje ficticio madre de Marisela

Marisela resulta ser el último personaje nombrado en la novela, y con ella concluye la historia, señalando cambios positivos y progreso para su tierra.

## Patrimonio
La obra de Rómulo Gallegos es de gran importancia para la región de los Llanos venezolanos, en especial para el Estado Apure, dónde se inspiraron varias de sus novelas, tales como Cantaclaro, Pobre Negro y la magistral Doña Bárbara. Es tal el reconocimiento que Gallegos recibe en Apure, que uno de sus municipios lleva su nombre, y un Parque nacional fue creado y llamado "Santos Luzardo" en honor a la obra literaria. Otras edificaciones en ciudades y poblaciones de Apure llevan el nombre de Gallegos y los personajes de sus historias.
Particularmente, Marisela es recordada constantemente en el paso por las sabanas de La Candelaria, dónde se desarrolla parte de la obra de Doña Bárbara, espacios que ahora forman parte del parque nacional referido. En estas llanuras corre el río Arauca, sobre el que se levanta un puente en honor a Marisela.

## Parque nacional Santos Luzardo
Puente Marisela
El Puente Marisela es un patrimonio edificado del Estado Apure, construido en el paso sobre el río Arauca, en el municipio Pedro Camejo, en las inmediaciones del Parque nacional Santos Luzardo, en la vía turística hacia el sur conocida como "La Ruta de Gallegos".
Monumento a Marisela
El monumento a Marisela es una estatua erigida en una plaza alta en medio de la sabana junto a la carretera nacional San Fernando - Puerto Páez, en "La Ruta de Gallegos". Su data según describe una placa de bronce a sus pies, es del 23 de enero de 1989. La inscripción reza:

"A Marisela. Rescatada de la barbarie por virtud del amor y de la voluntad civilizadora"
Placa en el monumento a Marisela, firmado por J.L, 23 de enero de 1989

## Cultura popular
Juego de La Marisela
La Marisela es el nombre de un juego común en los velorios de santos en Apure. Se encuentra catalogado como patrimonio cultural del estado. Esencialmente una persona (La Marisela) se cubre el rostro con un manto y baila al compás de un cuatro la siguiente canción:

Marisela se perdió en cañaveral quemao, 
su mamá la anda buscando en caballo y en venao.
 Por aquella loma arriba yo la miré que venía,
 y el que no bailare como ella, tiene su prenda perdía.
Anónimo popular

La Marisela baila grotescamente desatinada y escoge en su danzar a una pareja obligada a acompañarle en el baile. En caso de que no lo haga, debe "pagar" o dejar una prenda, que reclamará al final recitando versos.